# 명월국민학교

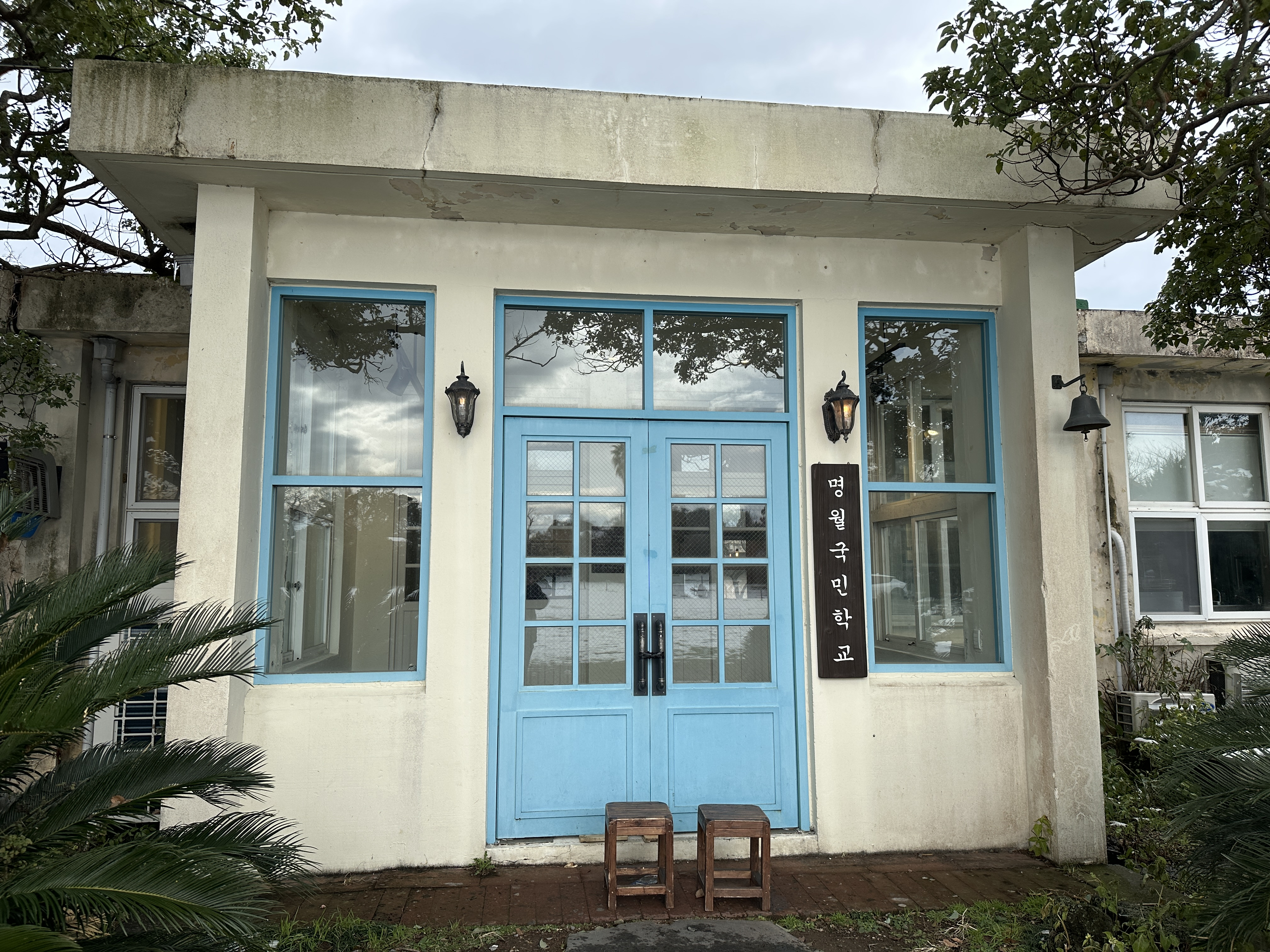

명월국민학교(明月國民學校)는 대한민국 제주시 한림읍 명월리에 있는 옛 학교이자 현재는 카페와 갤러리이다.
이 학교는 1955년부터 1993년 3월까지 지역 초등학교로 운영되었다. 폐교 후 학교 시설은 행사 및 축제에 사용되었다. 2018년 지역 명월리 마을회는 무이자 대출을 받아 시설을 리모델링했다. 지역 사회에서의 역할을 기리는 의미로 학교의 원래 이름을 유지한 채 카페와 갤러리로 영구적으로 전환되었다. 2018년 9월에 문을 열었으며, 이후 인기 있는 관광 명소가 되었다.
각 방은 교실처럼 이름이 붙여져 있으며, 예를 들어 카페 방은 "커피반"이라고 불린다. 다른 방에는 문구점과 갤러리가 있다. 학교가 운영되던 시절의 향수를 불러일으키는 상품과 사탕이 판매된다. 매주 월요일에는 시설 내에서 플리마켓이 열린다. 건물에서는 팝업 스토어가 열리기도 했는데, 2022년 3월에는 폴라로이드 사의 팝업 스토어가 열렸다. 본관 밖에는 정원과 놀이터가 있다.
건물에서 발생하는 수익금은 마을 전체를 개선하는 데 사용된다.

## 갤러리
- 카페 음식과 음료, 외부 후정 전경 (2023)
- 갤러리 내부, 발로 작동하는 오르간 (2023)